# The Light Is Coming
«The Light Is Coming» (стилізовано маленькими буквами) — пісня американської співачки Аріани Ґранде за участю американської реперки Нікі Мінаж. Виконавиці написали пісню разом з Фарреллом Вільямсом. Вона була випущена 20 червня як рекламний сингл четвертого студійного альбому Аріани, Sweetener.

## Випуск
27 травня Аріана опублікувала тизер пісні «The Light Is Coming», тривалістю в 21 секунду на своїй сторінці в Інстаграм. 2 червня вона представила фрагмент пісні на Wango Tango, оголосивши, що пісня вийде 20 червня разом з попереднім замовленням альбому.

## Музичне відео
Спершу прем'єра музичного відео відбулась через 12 годин після виходу пісні на офіційному сайті Reebok. Режисером відео став Дейв Майерс, який також був режисером музичного відео на пісню «No Tears Left to Cry». Воно включає Нікі Мінаж та Аріану Ґранде, які співають у тьмяно освітленому лісі. Через день після прем'єри, відео було опубліковане у всьому світі на YouTube та Vevo.

## Виступи
Аріана виступила з фрагментом пісні на Wango Tango 2 червня 2018.